# Hogwash (gruppo musicale)
Gli Hogwash erano una band formatasi nel gennaio del 1994 nella provincia di Bergamo. Il loro ambiente si muove da un indie rock intimista a un ambito stoner sempre con melodie malinconiche.

## Storia

### 1994-2000: Gli esordi ed i primi album
Gli Hogwash nascono nel 1994 dall'incontro del cantante-chitarrista Enrico Ruggeri, del chitarrista Edoardo Nazzarri e del batterista Roberto Remondi, realizzando nel 1995 il loro primo demotape autoprodotto intitolato 21 Inches Sun. Il sound degli esordi presenta un'attitudine stoner dalle influenze anni '70.
Nell'inverno del 1996 la band entra al New Motor Inside Studios per produrre il loro primo album pubblicato nel 1997 dalla Lucifer Rising di Steve Sylvester e si intitolava Fungus Fantasia. L'album presentava tonalità fortemente legate al rock psichedelico, alternando ballate acustiche a sonorità più grezze in cui prendono spazio i riff distorti del basso. Fu poi di questo periodo la partecipazione al disco tributo ai Blue Cheer Blue Explosion (1999, Black Widow Records) con la cover di Magnolia Caboose Babyfinger e poi nella compilazione Stone Deaf Forever (1999, Red Sun) con il brano Hide.
Nel 2000 pubblicarono Tailoring per la Red Sun, spostando il loro suono in un mix di rock chitarristico, stoner, noise rock e malinconie emocore.
In questo periodo gli Hogwash aderiscono al progetto Colt 38, una sorta di jam session band di cui facevano parte alcune delle migliori band del genere, e tra queste That's All Folks!, Ufomammut, Acajou, Gea, Vortice Cremisi e Verdena.

### 2001-2007: DaAtombombproofheartaHalf Untruths
Negli anni a seguire la band vide l'ingresso del bassista Giuseppe Belotti, entrando così in una nuova modalità stilistica e compositiva che porterà nel 2003 alla produzione dell'album Atombombproofheart con la fiorentina Urtovox. L'album presenta ora sonorità meno cupe e più riconcilianti, fatto di brani ariosi, intimisti e ricchi di malinconico ottimismo.
A settembre 2006 è uscito il disco intitolato "Half Untruths". Una miscela di indie introspettivo e dinamico con alle spalle un notevole lavoro compositivo e la produzione artistica di Alberto Ferrari dei Verdena.

## Formazione
- Enrico Ruggeri - voce e chitarra
- Edoardo Nazzarri – chitarra
- Giuseppe Belotti – basso
- Roberto Remondi - batteria

## Discografia

### Album
- 1997 - Fungus Fantasia (Lucifer Rising/Self)
- 2000 - Tailoring (Red Sun)
- 2003 - AtomBombProofHeart (Urtovox)
- 2006 - Half Untruths (Urtovox)